# Данска на Светском првенству у атлетици у дворани 2022.
Данска је учествовала на 18. Светском првенству у атлетици у дворани 2022. одржаном у Београду од 18. до 20. марта. Репрезентацију Данске на њеном седамнаестом учествовању на светским првенствима у дворани представљало је 5 атлетичара који су се такмичил у 4 дисциплине (2 мушке и 2 женске).,
На овом првенству такмичари Данске нису освојили ниједну медаљу али је оборен 1 национални и 2 лична рекорда.
У табели успешности према броју и пласману такмичара који су учествовали у финалним такмичењима (првих 8 такмичара) Данска је са 1 учесником у финалу делила 34. место са 5 бодова.
| Плас. | Земља    | 1. место | 2. место | 3. место | 4. место | 5. место | 6. место | 7. место | 8. место | Бр. финал. | Бод. |
| ----- | -------- | -------- | -------- | -------- | -------- | -------- | -------- | -------- | -------- | ---------- | ---- |
| =34.  | Етиопија | 0        | 0        | 0        | 1        | 0        | 0        | 0        | 0        | 1          | 5    |

## Учесници
| Мушкарци: - Бенјамин Лобо Ведел — 400 м - Џоел Иблер Лилесе — 3.000 м | Жене: - Ида Карстофт — 60 м - Матилде Хелтбек — 60 м препоне - Мете Граверсгард — 60 м препоне |

## Резултати

### Мушкарци
| Атлетичар           | Дисциплина | Лични рекорд | Квалификација | Квалификација | Полуфинале | Полуфинале | Финале       | Финале       | Детаљи |
| Атлетичар           | Дисциплина | Лични рекорд | Резултат      | Место         | Резултат   | Место      | Резултат     | Место        | Детаљи |
| ------------------- | ---------- | ------------ | ------------- | ------------- | ---------- | ---------- | ------------ | ------------ | ------ |
| Бенјамин Лобо Ведел | 400 м      | 45,85        | 46,58 КВ      | 2. у гр. 3    | 46,30 КВ   | 2. у гр. 1 | 45,67 НР, ЛР | 4 / 24 (25)  |        |
| Џоел Иблер Лилесе   | 3.000 м    | 7:48,34      | 8:00,07       | 10. у гр. 1   |            |            | 7:47,28      | 26 / 33 (34) |        |

### Жене
| Атлетичарка      | Дисциплина   | Лични рекорд | Квалификација | Квалификација | Полуфинале | Полуфинале | Финале                | Финале       | Детаљи |
| Атлетичарка      | Дисциплина   | Лични рекорд | Резултат      | Место         | Резултат   | Место      | Резултат              | Место        | Детаљи |
| ---------------- | ------------ | ------------ | ------------- | ------------- | ---------- | ---------- | --------------------- | ------------ | ------ |
| Ида Карстофт     | 60 м         | 7,24 НР      | 7,29 кв       | 4. у гр. 2    | 7,30       | 8. у гр. 2 | Нису се квалификовале | 22 / 46 (47) |        |
| Матилде Хелтбек  | 60 м препоне | 8,09         | 8,07 кв, ЛР   | 3. у гр. 6    | 8,09(.084) | 6. у гр. 1 | Нису се квалификовале | 15 / 41 (45) |        |
| Мете Граверсгард | 60 м препоне | 8,02         | 8,08 КВ       | 1. у гр. 2    | 8,03       | 4. у гр. 3 | Нису се квалификовале | 12 / 41 (45) |        |